# ألفريدو دي ستيفانو
ألفريدو ستيفانو دي ستيفانو لوله (تلفظ بالإسبانية: ‎/alˈfɾeðo ði esˈtefano/‏؛ 4 يوليو 1926 – 7 يوليو 2014) كان لاعب كرة قدم ومدرباً أرجنتينياً محترفاً، ويُعتبر أحد أفضل لاعبي كرة القدم في كل العصور. الملقب بـ «Saeta rubia» (السهم الأشقر)، كان مهاجماً قوياً وسريعاً وماهراً وهدّاف، ولديه قدرة كبيرة على التحمل، وتنوع تكتيكي، وإبداع، ورؤية، ويمكنه اللعب في أي مكان تقريباً على أرض الملعب .
.
اشتهر بإنجازاته مع ريال مدريد، حيث لعب دوراً أساسياً في هيمنة النادي على كأس أوروبا والدوري الإسباني خلال الخمسينيات من القرن الماضي. إلى جانب فرانشيسكو خينتو وخوسيه ماريا زاراغا، كان واحداً من ثلاثة لاعبين فقط لعبوا دوراً في جميع البطولات الخمسة التي انتصروا فيها، وسجل أهدافًا في كل من النهائيات الخمسة. لعب دي ستيفانو كرة القدم الدولية في الغالب مع إسبانيا بعد انتقاله إلى مدريد، لكنه لعب أيضًا مع الأرجنتين وكولومبيا.
بدأ دي ستيفانو مسيرته المهنية في نادي ريفر بليت الأرجنتيني بعمر 17 عامًا، في عام 1943. في موسم 1946، تمت إعارته إلى نادي أتلتيكو هوراكان، لكنه عاد إلى ريفر في عام 1947. بسبب إضراب لاعبي كرة القدم في الأرجنتين في عام 1949، ذهب دي ستيفانو إلى العب لصالح ميلوناريوس في الدوري الكولومبي. فاز بستة ألقاب للدوري خلال أول 12 عامًا من مسيرته في الأرجنتين وكولومبيا. بعد توقيعه مع ريال مدريد، كان جزءًا لا يتجزأ من أنجح الفرق في كل العصور. سجل 216 هدفًا في الدوري في 282 مباراة لريال (كان هذا هو الرقم القياسي للنادي حتى كسره راؤول ومن ثم كريستيانو رونالدو)، وأقام شراكة ناجحة مع فيرينتس بوشكاش. سجل دي ستيفانو 49 هدفاً في 58 مباراة وكان أعلى حصيلة تهديفية في تاريخ كأس أوروبا. ومنذ ذلك الحين تجاوز الرقم القياسي من قبل العديد من اللاعبين، وكان راؤول لاعب ريال مدريد الأول في عام 2005. وسجل دي ستيفانو في نهائيات كأس أوروبا خمس مرات متتالية مع ريال مدريد بين عامي 1956 و1960، بما في ذلك هاتريك في الأخير. ربما كان أبرز ما في الفترة التي قضاها مع النادي هو فوزه بنتيجة 7–3 على آينتراخت فرانكفورت في نهائي كأس أوروبا 1960 على ملعب هامبدن بارك، وهي مباراة يعتبرها الكثيرون أفضل عرض لكرة القدم على الإطلاق في أوروبا. انتقل إلى إسبانيول عام 1964 ولعب هناك حتى اعتزاله في سن الأربعين.
حصل دي ستيفانو على جائزة الكرة الذهبية لأفضل لاعب في أوروبا في عامي 1957 و1959. وهو حالياً سادس أفضل هداف في تاريخ دوري الدرجة الأولى الإسباني، وثالث أفضل هداف في الدوري الإسباني على الإطلاق. وهو هداف ريال مدريد التاريخي في مباريات الكلاسيكو إلى جانب كريستيانو رونالدو. في نوفمبر 2003، للاحتفال بيوبيل الاتحاد الأوروبي لكرة القدم، تم اختياره كلاعب إسبانيا الذهبي من قبل الاتحاد الملكي الإسباني لكرة القدم باعتباره اللاعب الأكثر تميزًا في الخمسين عامًا الماضية. حصل على المركز الرابع خلف بيليه ودييغو مارادونا ويوهان كرويف، في تصويت نظمته مجلة فرانس فوتبول التي استشارت الفائزين السابقين بالكرة الذهبية لاختيار لاعب القرن. في عام 2004، تم اختياره من قبل بيليه في قائمة أفضل 125 لاعب كرة قدم حي (في سبتمبر 2009، قال إن دي ستيفانو كان أفضل لاعب «على الإطلاق»). في عام 2008، تم تكريم دي ستيفانو من قبل كل من الاتحاد الأوروبي لكرة القدم وريال مدريد مع جائزة رؤساء خاصة صادرة عن الفيفا في حفل أقيم في مدريد، حيث تم الكشف أيضًا عن تمثال له. ثم وصف رئيس الاتحاد الأوروبي لكرة القدم ميشيل بلاتيني دي ستيفانو بأنه «عظيم بين العظماء» بينما اقترح المعاصرون أوزيبيو وجوست فونتين أنه «لاعب كرة القدم الأكثر اكتمالاً في تاريخ اللعبة».

## مسيرته الكروية
بدأ دي ستيفانو مسيرته الكروية مع نادي ريفر بليت في عام 1945 وقد كان في عمر 17 عام، وفي موسم 1946 أعير إلى نادي هوراكان، وعاد إلى نادي ريفر بليت في عام 1947، وفي عام 1949 انتقل إلى نادي ميلوناريوس الكولمبي، وقد فاز خلال 12 عام من مسيرته الكروية في الأرجنتين وكولمبيا بستة ألقاب للدوري.
وصل اللاعب إلى إسبانيا، قام رئيس ريال مدريد سانتياغو برنابيو بإقناع دي ستيفانو بالانتقال إلى نادي ريال مدريد، وقام بتوقيع عقد مع نادي ميلوناريوس الكولمبي، وقد استطاع تسجيل اللاعب لأن الفيفا لا تملك السلطة على الدوري الكولمبي.
في 15 سبتمبر قام الاتحاد الإسباني لكرة القدم بإقرار قانون بأن يلعب دي ستيفانو أربع مواسم في إسبانيا، كله في ريال مدريد أخذ اللاعب، وقد شارك دي ستيفانو في أول مباراة له مع ريال مدريد في 23 سبتمبر وقدم مستوى رائع.
وقد سجل دي ستيڤانو 49 هدف في 58 مباراة في دوري أبطال أوروبا، وقد كان لعدة عقود الهداف الأول في دوري أبطال أوروبا، إلى أن حطم مهاجم نادي ريال مدريد راؤول غونزاليس رقمه القياسي وتبعه بذلك المهاجم الأوكراني أندريه شيفشينكو، ليونيل ميسي وكرستيانو رونالدو.
في عام 1964 انتقل من نادي ريال مدريد إلى نادي إسبانيول، ولعب مع إسبانيول حتى بلغ من العمر أربعين عاما.

## مسيرته الدولية
لعب دي ستيفانو مع ثلاثة منتخبات، حيث لعب ستة مرات لمنتخب الأرجنتين لكرة القدم، وأربع مرات لمنتخب كولومبيا لكرة القدم، و31 مرة لمنتخب إسبانيا لكرة القدم، ولكنه لم يلعب في أي من بطولات كأس العالم.

## مسيرته التدريبية
بعد أن إعتزل دي ستيڤانو كرة القدم كلاعب، عاد إليها كمدرب، وقد درب نادي العربي القطري ونادي بوكا جونيورز وريفر بليت الأرجنتينيين، وقادهما إلى تحقيق عدد من بطولات الدوري الأرجنتيني، وقد فاز بالدوري الإسباني وكأس ملك إسبانيا مع نادي فالنسيا، وفاز بكأس الكؤوس الأوروبية مع فالنسيا في عام 1980، وقد درب نادي ريال مدريد بين عامي 1982 و1984.

## وفاته
توفي دي ستيفانو عن عمر ناهز 88 عاماً إثر نوبة قلبية. وكان قد أصيب بغيبوبة نقل على إثرها إلى مستشفى غرغوريو مارانون في العاصمة الإسبانية مدريد.
بعد نوبة قلبية أخرى في 5 يوليو 2014، تم نقل دي ستيفانو البالغ من العمر 88 عامًا إلى العناية المركزة في مستشفى جريجوريو مارانيون في مدريد، حيث توفي في 7 يوليو 2014.
في 8 يوليو، عُرض نعش دي ستيفانو على الملأ في ملعب سانتياغو برنابيو. وكان رئيس ريال مدريد فلورنتينو بيريز وقائد الفريق إيكر كاسياس من بين الحاضرين. بعد وفاته، تلقى دي ستيفانو تكريمًا من العديد من شخصيات كرة القدم الشهيرة بما في ذلك أليكس فيرغسون وبيليه وكريستيانو رونالدو ودييغو مارادونا وبوبي تشارلتون. خلال مباراة نصف نهائي كأس العالم 2014 بين الأرجنتين وهولندا في 9 يوليو، تم تكريم دي ستيفانو عبر دقيقة واحدة من الصمت، بينما ارتدى المنتخب الأرجنتيني شرائط سوداء تقديراً له.
نظّم نادي ريفر بليت وميلوناريوس من كولومبيا مباراة ودية تكريماً للاعبهم السابق. أقيمت المباراة في 16 يوليو 2014، على ملعب إل كامبين في ميلوناريوس.

## حياته الشخصية
تزوج دي ستيفانو من سارة فريتس عام 1950؛ كان لديهم ستة أطفال: ألفريدو وإغناسيو وصوفيا وسيلفانا وهيلينا ونانيت. توفيت سارة عام 2005.
في عام 2013، كان دي ستيفانو البالغ من العمر 86 عامًا على علاقة بسكرتيرته الشخصية البالغة من العمر 36 عامًا، جينا غونزاليس. أعلن خطته للزواج منها في نفس العام، لكنه توفي قبل حدوث ذلك.

## الإحصائيات

### النادي
| النادي          | الموسم   | الدوري | الدوري  | الكأس  | الكأس   | قاري   | قاري    | المجموع | المجموع |
| النادي          | الموسم   | الظهور | الأهداف | الظهور | الأهداف | الظهور | الأهداف | الظهور  | الأهداف |
| --------------- | -------- | ------ | ------- | ------ | ------- | ------ | ------- | ------- | ------- |
| ريفر بليت       | 1945     | 1      | 0       | 0      | 0       | 0      | 0       | 1       | 0       |
| هوراكان (إعارة) | 1946     | 25     | 10      | 2      | 0       | 0      | 0       | 27      | 10      |
| هوراكان (إعارة) | المجموع  | 25     | 10      | 2      | 0       | 0      | 0       | 27      | 10      |
| ريفر بليت       | 1947     | 30     | 27      | 0      | 0       | 2      | 1       | 32      | 28      |
| ريفر بليت       | 1948     | 23     | 13      | 1      | 1       | 6      | 4       | 30      | 18      |
| ريفر بليت       | 1949     | 12     | 9       | 0      | 0       | 0      | 0       | 12      | 9       |
| ريفر بليت       | المجموع  | 66     | 49      | 1      | 1       | 8      | 5       | 75      | 55      |
| ميلوناريوس      | 1949     | 14     | 16      | 0      | 0       | 0      | 0       | 14      | 16      |
| ميلوناريوس      | 1950     | 29     | 23      | 2      | 1       | 0      | 0       | 31      | 24      |
| ميلوناريوس      | 1951     | 34     | 32      | 4؟     | 4؟      | 0      | 0       | 38؟     | 36؟     |
| ميلوناريوس      | 1952     | 24     | 19      | 4؟     | 5?      | 0      | 0       | 28؟     | 24؟     |
| ميلوناريوس      | المجموع  | 101    | 90      | 10     | 10      | 0      | 0       | 111     | 100     |
| ريال مدريد      | 1953–54  | 28     | 27      | 0      | 0       | 0      | 0       | 28      | 27      |
| ريال مدريد      | 1954–55  | 30     | 25      | 0      | 0       | 2      | 0       | 32      | 25      |
| ريال مدريد      | 1955–56  | 30     | 24      | 0      | 0       | 7      | 5       | 37      | 29      |
| ريال مدريد      | 1956–57  | 30     | 31      | 3      | 3       | 10     | 9       | 43      | 43      |
| ريال مدريد      | 1957–58  | 30     | 19      | 7      | 7       | 7      | 10      | 44      | 36      |
| ريال مدريد      | 1958–59  | 28     | 23      | 8      | 5       | 7      | 6       | 43      | 34      |
| ريال مدريد      | 1959–60  | 23     | 12      | 5      | 3       | 6      | 8       | 34      | 23      |
| ريال مدريد      | 1960–61  | 23     | 21      | 9      | 8       | 4      | 1       | 36      | 30      |
| ريال مدريد      | 1961–62  | 23     | 11      | 8      | 4       | 10     | 7       | 41      | 22      |
| ريال مدريد      | 1962–63  | 13     | 12      | 9      | 9       | 2      | 1       | 24      | 22      |
| ريال مدريد      | 1963–64  | 24     | 11      | 1      | 1       | 9      | 5       | 34      | 17      |
| ريال مدريد      | المجموع  | 282    | 216     | 50     | 40      | 64     | 52      | 396     | 308     |
| إسبانيول        | 1964–65  | 24     | 7       | 3      | 2       | 0      | 0       | 27      | 9       |
| إسبانيول        | 1965–66  | 23     | 4       | 4      | 1       | 6      | 0       | 33      | 5       |
| إسبانيول        | المجموع  | 47     | 11      | 7      | 3       | 6      | 0       | 60      | 14      |
| الإجمالي        | الإجمالي | 521    | 376     | 70     | 54      | 78     | 57      | 669     | 487     |

### المنتخب
| الأرجنتين |        |         |
| العام     | الظهور | الأهداف |
| 1947      | 6      | 6       |
| المجموع   | 6      | 6       |

| إسبانيا |        |         |
| العام   | الظهور | الأهداف |
| 1957    | 7      | 7       |
| 1958    | 4      | 1       |
| 1959    | 5      | 6       |
| 1960    | 8      | 6       |
| 1961    | 7      | 3       |
| المجموع | 31     | 23      |

## الإنجازات

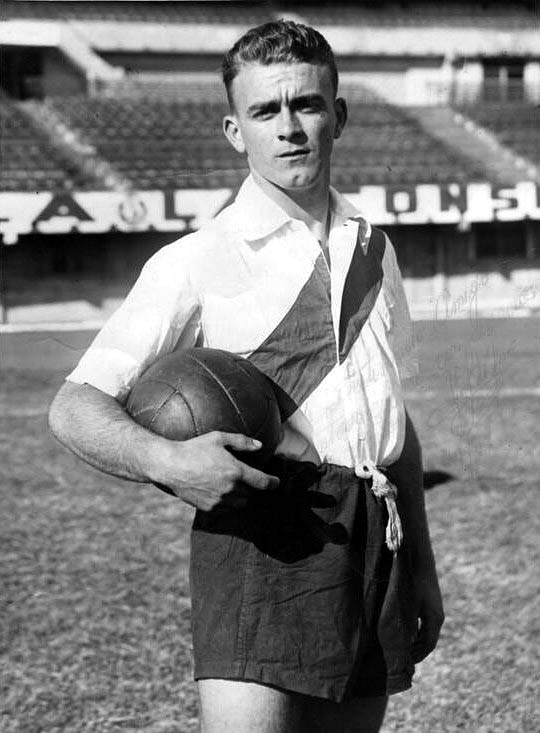
فاز دي ستيفانو بدوري الدرجة الأولى وكأس ألداو مع ريفر بلايت في عام 1947.

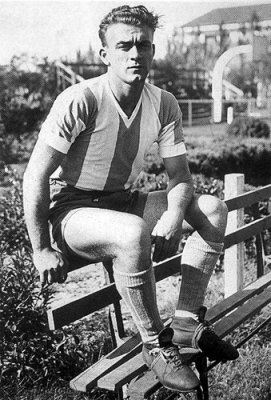
فاز دي ستيفانو ببطولة أمريكا الجنوبية مع الأرجنتين عام 1947.

| ريفر بليت - دوري الدرجة الأولى الأرجنتيني (2): 1945، 1947 - كأس ريكاردو الداو [الإنجليزية]: 1947 ميلوناريوس - الدوري الكولومبي (3): 1949، 1951، 1952 - كأس كولومبيا: 1953 - كأس العالم المصغرة للأندية: 1953 ريال مدريد - الدوري الإسباني (8): 1953–54، 1954–55، 1956–57، 1957–58، 1960–61، 1961–62، 1962–63، 1963–64 - كأس القائد العام: 1962 - كأس أوروبا (5): 1955–56، 1956–57، 1957–58، 1958–59، 1959–60 - كأس الإنتركونتيننتال: 1960 - كأس العالم المصغرة للأندية: 1956 - كأس لاتينا (2): 1955، 1957 الأرجنتين - بطولة أمريكا الجنوبية: 1947 الفردية - هداف دوري الدرجة الأولى الأرجنتيني: 1947 - هداف الدوري الأرجنتيني: 1951، 1952 - جائزة بيتشيشي: 1954، 1956، 1957، 1958، 1959 - جائزة الكرة الذهبية: 1957، 1959 - الكرة الذهبية السوبر: 1989 - هداف كأس العالم المصغرة للأندية: 1956 - هداف كأس أوروبا: 1958، 1962 - أفضل لاعب إسباني (رياضي) في العام: 1957، 1959، 1960، 1964 - وسام الاستحقاق من الفيفا: 1994 - تشكيلة العالم من ورلد سوكر: 1960، 1961، 1962، 1963، 1964 - فريق العالم في القرن العشرين: 1998 - أفضل 125 لاعب كرة قدم حي: 2004 - جائزة يوبيل الاتحاد الأوروبي لكرة القدم – لاعب إسبانيا الذهبي: 2004 - جائزة القدم الذهبية: 2004، كأسطورة كرة القدم - جائزة رئيس الاتحاد الأوروبي لكرة القدم: 2007 - أعظم فريق في كل العصور من ورلد سوكر: 2013 - أساطير الاتحاد الدولي لتاريخ وإحصاءات كرة القدم - فريق الأحلام لجائزة الكرة الذهبية (الفضية): 2020 - 11Leyendas Jornal AS: 2021 |

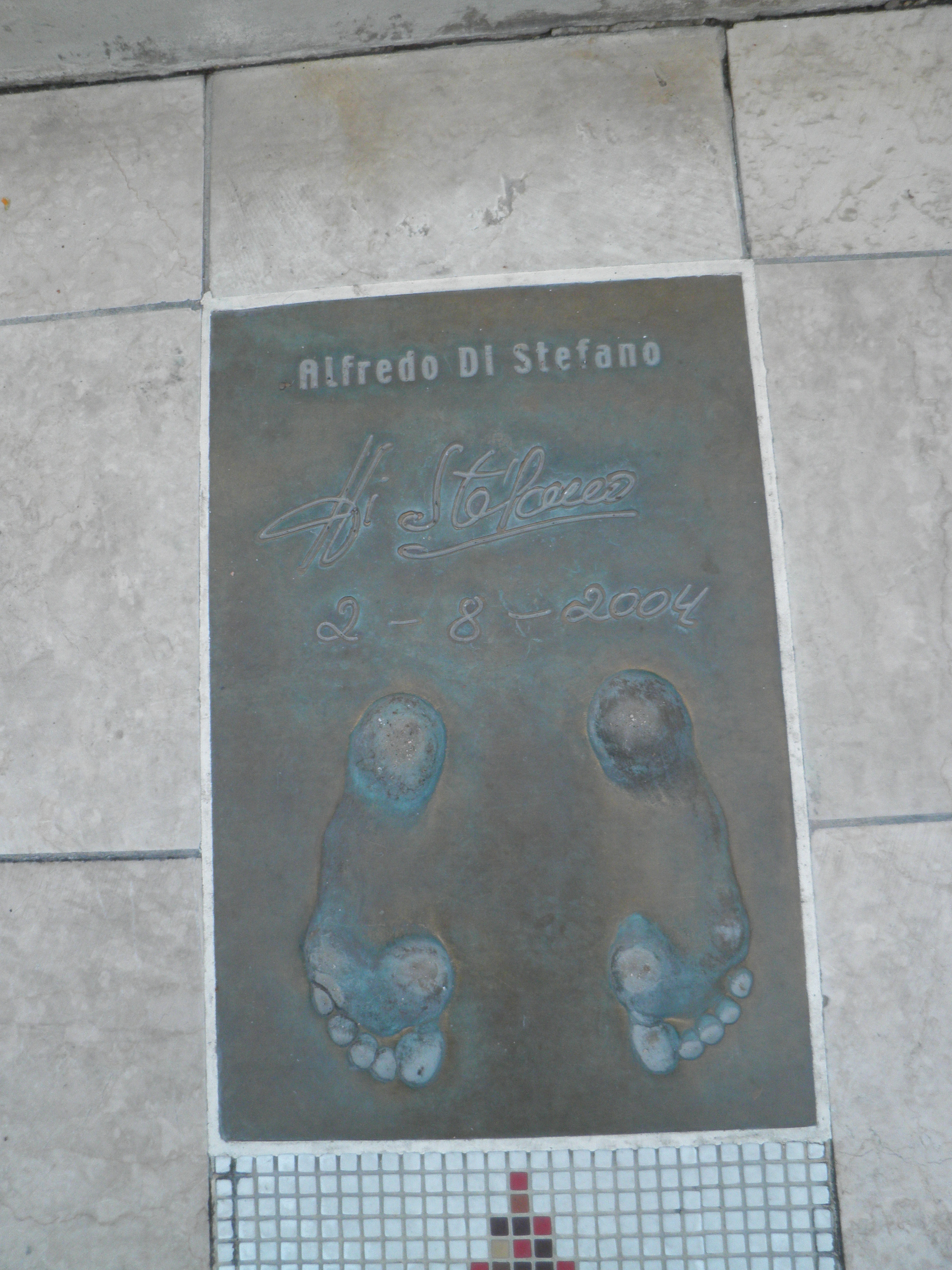
جائزة القدم الذهبية لدي ستيفانو في «بروميناد الأبطال» على الواجهة البحرية لإمارة موناكو

### كمدرب
بوكا جونيورز
- دوري الدرجة الأولى الأرجنتيني: 1969
- كأس الأرجنتين: 1969

ريفر بليت
- البطولة الوطنية: 1981

فالنسيا
- الدوري الإسباني: 1970–71
- كأس الكؤوس الأوروبية: 1979–80
- الدوري الإسباني الدرجة الثانية: 1986–87

ريال مدريد
- كأس السوبر الإسباني: 1990

### الأرقام القياسية
- أكثر لاعب سجل في نهائيات أوروبا: 5.[42]
- أكثر من سجل في نهائيات أوروبية مختلفة: 5.
- أكثر من سجل عدد أهداف في نهائيات أوروبا: 7 (بالتشارك مع فيرينتس بوشكاش)
- اللاعب الوحيد الذي حصل على جائزة الكرة الذهبية السوبر[43]

## وصلات خارجية
- ألفريدو دي ستيفانو على موقع الاتحاد الدولي (مؤرشف)  (الإنجليزية)
- ألفريدو دي ستيفانو على موقع الاتحاد الأوربي (الإنجليزية)
- ألفريدو دي ستيفانو على موقع قاعدة بيانات كرة القدم.إي يو (الإنجليزية)
- ألفريدو دي ستيفانو على موقع ليكيب (الفرنسية)
- ألفريدو دي ستيفانو على موقع ناشيونال فوتبول تيمز (الإنجليزية)
- ألفريدو دي ستيفانو على موقع عالم كرة القدم.نت (الإنجليزية)
- ألفريدو دي ستيفانو على موقع IMDb (الإنجليزية)
- ألفريدو دي ستيفانو على موقع الموسوعة البريطانية (الإنجليزية)
- ألفريدو دي ستيفانو على موقع إن إن دي بي (الإنجليزية)
- ألفريدو دي ستيفانو على موقع قاعدة بيانات الفيلم (الإنجليزية)